# 欧德里克斯
欧德里克斯（法語：Audrix，法語發音：[odʁiks]）是法国多尔多涅省的一个市镇，属于萨拉拉卡内达区。

## 地理
欧德里克斯（44°52'52"N, 0°56'49"E）面积6.22 平方千米，位于法国新阿基坦大区多爾多涅省，该省份为法国西南部内陆省份，是法國本土面积第三大的省，大致对应佩里戈尔地区，北起顺时针与夏朗德省、上维埃纳省、科雷兹省、洛特省、洛特-加龙省、吉倫特省和滨海夏朗德省接壤。
与欧德里克斯接壤的市镇（或旧市镇、城区）包括：康帕涅、勒比格、库克斯和比加罗克-穆藏斯、圣沙马西。
欧德里克斯的时区为UTC+01:00、UTC+02:00（夏令时）。

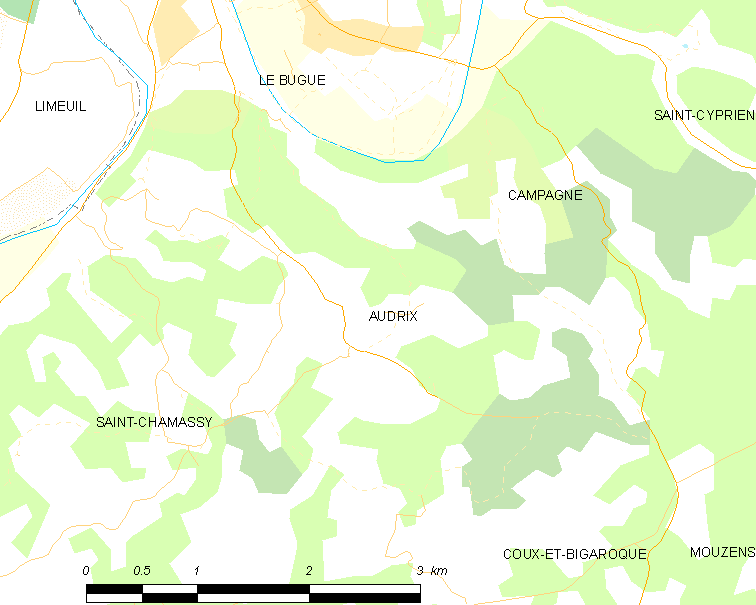
欧德里克斯的OSM定位图

## 行政
欧德里克斯的邮政编码为24260，INSEE市镇编码为24015。

## 政治
欧德里克斯所属的省级选区为多尔多涅河谷县。

## 人口

1962-2008年间欧德里克斯人口变化图示

欧德里克斯于2022年1月1日时的人口数量为272人。